# It's Too Late to Stop Now
Albums de Van Morrison
Hard Nose the Highway
(1973) Veedon Fleece
(1974)
It's Too Late to Stop Now est le premier album live de Van Morrison, sorti en février 1974. Pendant l'été 1973, Morrison a donné une mémorable série de concerts qui constitue pour certains l'apogée de sa carrière scénique. Exilé aux États-Unis depuis la séparation du groupe Them en 1966, le chanteur irlandais a trouvé là l'occasion de rejouer en Europe où son absence avait contribué à l'élever au rang d'artiste culte.
Compilation de chansons tirées de plusieurs performances en Californie ainsi qu'au Rainbow Theatre de Londres, l'album a pour ambition de suggérer une soirée passée avec un excellent chanteur en profonde interaction avec son public. Le son est superbe et l'exiguïté des salles permet à l'auditeur de saisir les multiples réactions d'une audience qui fait partie intégrante du concert. À titre d'exemple, on pourrait citer le compatissant "Alright!" à la fin de la douloureuse version de Listen To The Lion, ou bien les frissons incontrôlés qui traversent la foule lorsque Van fait remonter la pression après avoir présenté ses musiciens pendant Caravan, ou encore les acclamations de circonstance du public londonien dans Saint Dominic's Preview à la suite de la phrase "It's a long way to Belfast city too". Ce disque regorge de tels détails croustillants, fort sympathiques et très amusants à découvrir soi-même.
Contrairement à une grande part des albums live commercialisés, celui-ci n'a été l'objet d'aucun overdub, c'est-à-dire qu'aucune piste (instrumentale ou vocale) n'a été modifiée ou ajoutée après coup. Ainsi tout ce que l'on entend correspond exactement à ce qui s'est passé en concert; l'aspect brut et spontané essentiel du son live a été préservé. Pour anecdote, la chanson Moondance a été écartée de la sélection parce qu'elle contenait une fausse note de guitare, et une légère erreur du batteur subsiste vers la quarantième seconde de Bring It On Home To Me. Ce choix est expliqué par Stephen Pillster, le manager du chanteur : "Van n'admet pas les compromis pour ce genre de chose. Ce fut donc un disque live absolument honnête, peut-être le tout premier".
Le groupe qui accompagne Van Morrison est formé de douze musiciens très doués capables de deviner et d'appuyer les moindres intentions de leur leader qui interprète à chaque fois ses chansons d'une façon différente. Cette grande souplesse a valu au Caledonia Soul Orchestra une solide réputation de groupe de scène qui à l'écoute de ce disque semble parfaitement justifiée.
La sélection de chansons embrasse toute la carrière du chanteur, depuis Them jusqu'à Hard Nose the Highway, et comprend également six reprises de classiques qu'il nous fait (re)découvrir signés Ray Charles, Sam Cooke, Sonny Boy Williamson et Willie Dixon entre autres.
Commentaires de Van Morrison : "Au fond, cet album est une revisite. C'est juste que beaucoup de ces chansons sont plus réussies en concert. Elles y sont de toute façon très différentes. Il s'agit de nouvelles interprétations : la plupart sont meilleures que les versions originales. Je pense que les chansons mûrissent avec le temps."
Ce disque a atteint la 53e place du classement des ventes de disques américain. Le seul single qui en a été extrait est Ain't Nothin' You Can Do.

## Musiciens
- Van Morrison - chant
- John Platania - guitares, chœurs
- David Hayes - basse, chœurs
- Nathan Rubin - premier violon
- Tom Haplin - violon
- Tim Kovatch - violon
- Nancy Ellis - alto
- Teressa Adams - violoncelle
- Jeff Labes - orgue, piano
- Jack Schroer - saxophones alto, ténor et baryton, tambourin, chœurs
- Bill Atwood - trompette, chœurs
- David Shaw - batterie

- Arrangements des cordes : Jeff Labes
- Arrangements des cuivres : Jack Schroer

Produit par Van Morrison et Ted Templeman

## Liste des pistes
| 1.  | Ain't Nothin' You Can Do (Deadric Malone/Joe Scott)      | 3:44  |
| 2.  | Warm Love                                                | 3:04  |
| 3.  | Into the Mystic                                          | 4:33  |
| 4.  | These Dreams of You                                      | 3:37  |
| 5.  | I Believe To My Soul (Ray Charles)                       | 4:09  |
| 6.  | I've Been Working                                        | 3:56  |
| 7.  | Help Me (Sonny Boy Williamson, Ralph Bass, Willie Dixon) | 3:25  |
| 8.  | Wild Children                                            | 5:04  |
| 9.  | Domino                                                   | 4:48  |
| 10. | I Just Want to Make Love to You (Willie Dixon)           | 5:16  |
| 11. | Bring it on Home To Me (Sam Cooke)                       | 4:42  |
| 12. | Saint Dominic's Preview                                  | 6:18  |
| 13. | Take Your Hands Out of My Pocket (Sonny Boy Williamson)  | 4:04  |
| 14. | Listen to the Lion                                       | 8:43  |
| 15. | Here Comes the Night (Bert Berns)                        | 3:14  |
| 16. | Gloria                                                   | 4:16  |
| 17. | Caravan                                                  | 9:20  |
| 18. | Cyprus Avenue                                            | 10:20 |